# Liste belgischer Erfinder und Entdecker
Die Liste belgischer Erfinder und Entdecker ist eine Liste von Erfindern und Entdeckern aus Belgien in alphabetischer Reihenfolge des Familiennamens.

## B

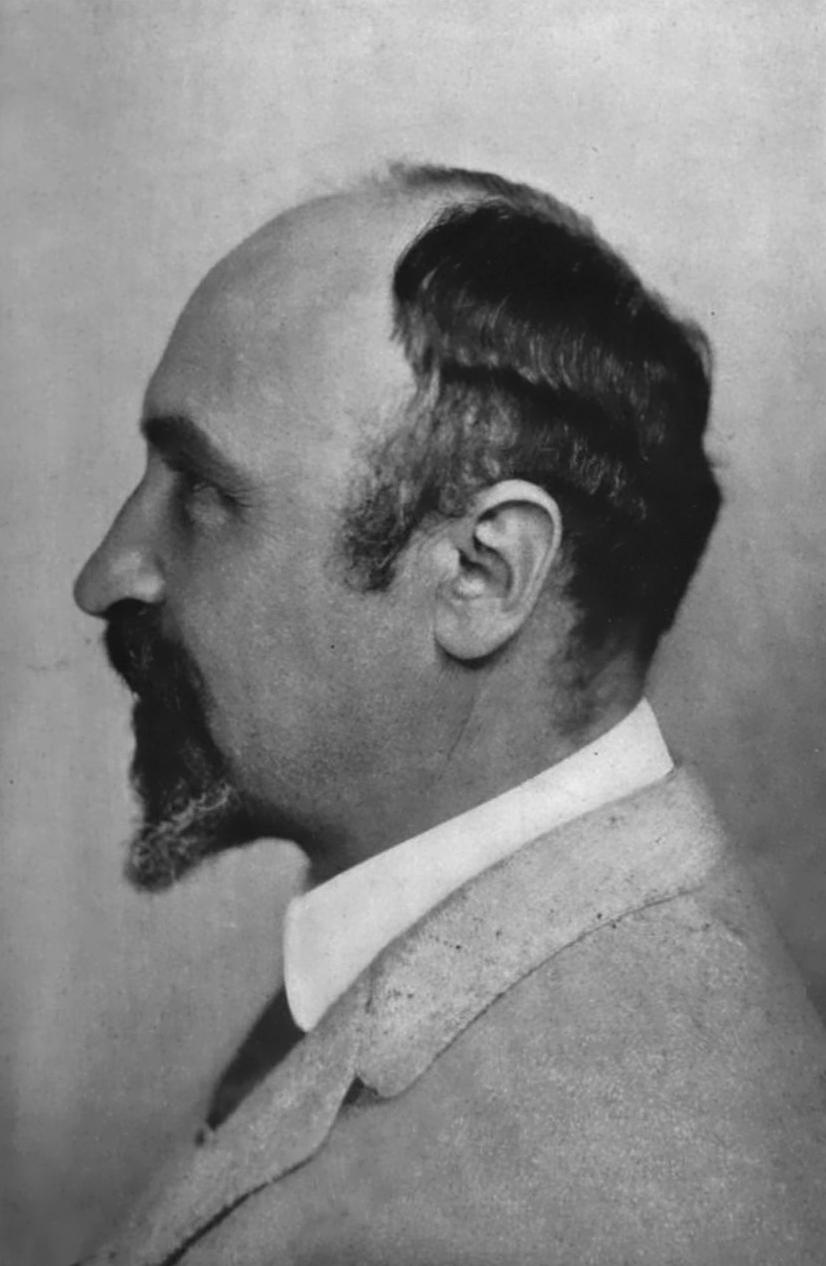
Leo Hendrik Baekeland.

- Leo Hendrik Baekeland: Belgien/USA – Bakelit 1907, Velox
- Édouard van Beneden: Entdeckung des Zentrosom, 1888
- Jules Bordet: (Nobelpreis) – für seine Entdeckungen auf dem Gebiet der Immunität, Impfstoff gegen Keuchhusten (gemeinsam mit Octave Gengou)
- Charles Bourseul: Miterfinder des Telefons, 1854
- Christine Van Broeckhoven: Molekularbiologin

## C
- Albert Claude: (Nobelpreis) – für Entdeckungen zur strukturellen und funktionellen Organisation der Zelle
- Erik de Clercq: (Europäischer Erfinderpreis) Mitentwickler des Virostatikum Tenofovir

## D
- Christian de Duve: (Nobelpreis) – für Entdeckungen zur strukturellen und funktionellen Organisation der Zelle

## E
- François Englert: Higgs-Mechanismus (unabhängig von Peter Higgs)

## F
- Émile Fourcault: Fourcault-Verfahren zur Herstellung von Flachglas
- Edgard Frankignoul: Frankipfahl

## G
- Octave Gengou: Impfstoff gegen Keuchhusten (gemeinsam mit Jules Bordet)
- Adrien de Gerlache de Gomery: Polarforscher, Belgica-Expedition
- Zénobe Gramme: Grammescher Ring

## H
- Corneille Heymans: (Nobelpreis) – für die Entdeckung der Rolle des Sinus- und Aortenmechanismus bei der Atemregulierung

## L
- Georges Lemaître: Urknalltheorie
- Étienne Lenoir: elektrische Zündung für Motoren 1860, Gasmotor 1859, gasbetriebenes Motorboot 1866

## M
- Fritz Marguerre (Karl Friedrich Marguerre): Belgien/Deutschland – Hochdruckeinspeisung 1928, Voith-Marguerre-Kupplung
- Gerhard Mercator: Deutschland/Belgien/Niederlande – Mercator-Projektion
- Jean-Joseph Merlin; Rollschuhe (Schlittschuh mit zwei Metallrädern an den Kufen) vor 1760, Cembalo-Saitenanschlag, atmosphärische Uhr 1760er

## N
- Floris Nollet: "Nollet-Generator"

## O
- Jean Baptiste Julien d’Omalius d’Halloy, Geologe, Kreide

## P
- Joseph Plateau: Phenakistiskop (Lebensrad) 1832 (neben Stampfer)

## S

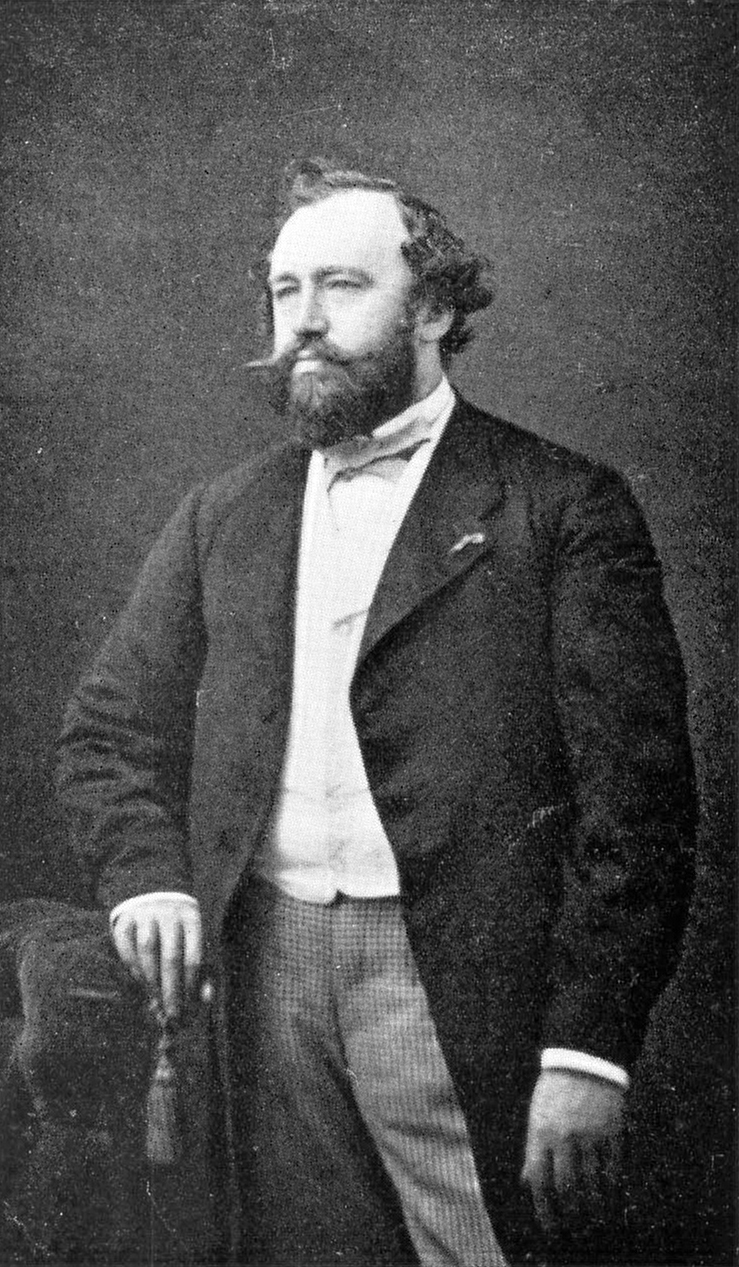
Adolphe Sax.

- Adolphe Sax (Antoine-Joseph Sax): Saxophon 1846
- Ernest Solvay: Solvay-Verfahren

## V
- Andreas Vesalius: Anatom der Renaissance und gilt als Begründer der neuzeitlichen Anatomie und des morphologischen Denkens in der Medizin

## W
- Egide Walschaerts: Walschaerts-Steuerung für Dampflokomotiven 1844